# Orimarga fuscicosta
Orimarga fuscicosta är en tvåvingeart som beskrevs av Alexander 1966. Orimarga fuscicosta ingår i släktet Orimarga och familjen småharkrankar. Inga underarter finns listade i Catalogue of Life.